# Suphalomitus buyssoni
Suphalomitus buyssoni är en insektsart som beskrevs av Van der Weele 1909. Suphalomitus buyssoni ingår i släktet Suphalomitus och familjen fjärilsländor. Inga underarter finns listade i Catalogue of Life.